# 湯の澤温泉
湯の澤温泉（ゆのさわおんせん）は、山形県鶴岡市添川（旧国出羽国、明治以降は羽前国）にある温泉。

## 泉質
- 塩化物泉
  - 源泉温度42℃

## 歴史
出羽三山の開祖である蜂子皇子が湯の澤一帯を開山し、温泉が湧き出したのは今から千数百年前といわれる。

## アクセス
- 羽越本線鶴岡駅より車で約20分。
- 庄内空港より車で約30分。